# JR西日本521系電車
521系電車（521けいでんしゃ）は、2006年（平成18年）に登場した、西日本旅客鉄道（JR西日本）の交直流近郊形電車。
敦賀駅 - 市振駅間の北陸本線を移管されたハピラインふくい・IRいしかわ鉄道・あいの風とやま鉄道でもJR西日本からの譲受車およびほぼ同一仕様の自社発注車を同名の521系電車として保有しており、本項では一括して記載する。

## 概要
2006年（平成18年）10月21日に実施された、北陸本線長浜駅 - 敦賀駅間と湖西線永原駅 - 近江塩津駅間の直流化・老朽化した普通列車用車両の更新を目的に投入された。
乗り入れ先となるアーバンネットワークで使用されている223系2000番台と同一のサービスを提供できることを前提として設計された。1編成2両の製造費用は約5億円である。
2006年（平成18年）9月27日、JR西日本への納入を前にして川崎重工業兵庫工場にて第1編成が報道用に公開され、翌9月28日から鷹取駅→芦原温泉駅→京都総合運転所間で試運転を実施した。その後、同年10月21日には敦賀駅にて川崎重工製の第4編成が一般公開され、同年11月30日から営業運転を開始した。
2009年（平成21年）度以降は、金沢地区の419系・475系・457系・413系・415系の置き換え用として導入が進められ運用が拡大された。これは2015年（平成27年）3月14日の北陸新幹線の長野駅 - 金沢駅間延伸開業に伴い並行在来線として経営分離された北陸本線を転換した第三セクター鉄道への経営支援策も兼ねており、2024年（令和6年）までにあいの風とやま鉄道に16編成、IRいしかわ鉄道に21編成、ハピラインふくいに16編成が譲渡された（#譲渡の節を参照）。なお、あいの風とやま鉄道とIRいしかわ鉄道それぞれで自社発注車も導入されている。
JR西日本が新製投入した初の交直流近郊形電車である。

## 車両概説
本項では、1次車落成当時の仕様について述べる。次車・番台毎の差異については次項で述べる。

### 車体

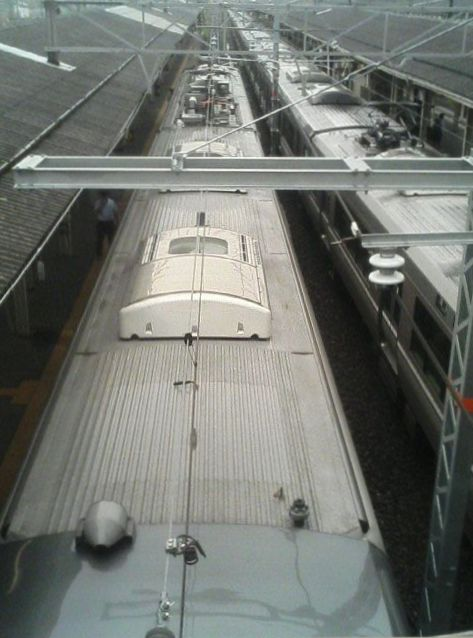
521系の屋根の様子。右側の223系とはパンタグラフ搭載位置や屋根肩の丸みが異なる。
（2007年7月4日 米原駅）

ステンレス鋼を採用し、レーザー溶接の適用範囲を側構体の腰部・吹き寄せ部に加え幕板部に拡大し、外観平滑性の高い構造となっている。223系5000番台の前頭部形状と窓・座席配置、同時期に製造されていた321系の構体設計が流用されている。屋根肩の雨樋カバーも321系同様にやや丸みが付けられたものとなっている。
前面下部の排障器（スカート）も223系の強化型（製造途中に設計変更）よりさらに強固なものとなった。なお、営業開始後しばらくして、スカートに編成番号が記入された。
バリアフリーに対応するため、本系列の床面高さはレール面から1,120 mm で、貫通幌の薄型化により貫通路の平滑化が図られ、乗降口にステップがない。そのため北陸本線（現在はあいの風とやま鉄道線となった区間を含む）の一部の駅ではホーム嵩上げが実施された。
ただしこの嵩上げは、ホーム高さがレール面から920 mmに達していない駅に対して920 mmへの嵩上げを行うものであった。なお、敦賀駅 - 長浜駅間の各駅（敦賀駅は4番のりばのみ）で1,100 mmへのかさ上げが完了したため、ホームと床面との段差は20 mmとなった。
外装帯色は戸袋部に223系2000番台同様の茶色を、その下に上から順に青・白・青の3本の帯が入る。なお、戸袋部の貼り付け範囲は223系2000番台5次車以降および5000番台側面に準じている。
221系から引き続き、電動車（クモハ521形）の車体側面には、主電動機冷却風取り込みのための通風孔が設けられている。異常時には戸袋部から冷却風を取り込むことができるようになっている。
クハ520形は集電装置の周辺部のみ、絶縁距離を確保するため屋根が低くなっている。
剛性値については下記のようになっており、2005年（平成17年）4月25日に発生したJR福知山線脱線事故後に製造されたが、JR西日本として保有車両の車体強度強化方針を発表したのは3年後の2008年（平成20年）5月で、車体強化について特段の説明はされていない。
| 項目             | 特性            |
| ---------------- | --------------- |
| 心皿間距離       | 13,800 mm       |
| 片側出入口個数   | 3扉             |
| 相当曲げ剛性     | 0.79×103 MN・m2 |
| 相当ねじり剛性   | 236 MN・m2/rad  |
| 曲げ固有振動数   | 13.3 Hz         |
| ねじり固有振動数 | 4.4 Hz          |

### 車内
寒冷地域を走行するため、車内の乗降扉横には半自動ドア操作スイッチが設けられている。当初は冬季だけであったが、2011年（平成23年）4月1日以降より通年客用扉の開閉は押しボタンによる半自動ドア扱いとなった。
また、ワンマン運転時に「入口」「出口」を表示（ワンマン運転時、乗客は先頭車両の最後部の扉から乗車し、最前部の扉から降車）するLED式表示器も設置され、妻面（連結面）部は車内視認性向上のため、窓（トイレ設置の関係で片側のみ）が設けられ、貫通扉部分の窓も223系より拡大されている。
座席は基本的に223系5000番台を踏襲した横2列+2列の4アブレスト、扉間5列の転換クロスシートが配置されているが、妻面窓からの車内確認をしやすくする目的で、クモハ521形の車端部には321系に類似した構造のロングシートが設置された。223系にはドアに隣接する固定座席には背面に補助席を装備する構造となっているが、本系列では整理券発行機設置の関係で一部を除き補助席が装備されていない。
一方、クハ520形は223系と同じく、車端部が車椅子対応の洋式トイレ（処理方式は網干総合車両所配置の223系で採用されたカセット式に対し臭気対策に優れる真空式を採用）と車椅子スペースに充てられているため、同車にロングシート部分はない。また、上記の集電装置の周辺部における低屋根構造の影響により、その部分は天井が低くなっており、天井高さが変化する部分に吊り広告の金具を配置している。
運転台の直後に運賃箱と運賃表示器が、各車両最後部の客用ドア横には整理券発行機が設置されている。運賃箱は乗務員室内に収納可能な構造になっており、車掌乗務時は運転台後部が邪魔にならないよう配慮されている。
また、複数の編成を連結した場合は223系5000番台のように乗務員室を通路として開放しており、いたずら防止のため車掌スイッチ類にカバーが設けられている。また、運賃箱は運転台と通路との仕切りとなるような配置になっている。
車内の客用扉上部には、223系などと同様の号車番号表示器とLED式のスクロール案内表示器が、片側の客用扉に1つおきの千鳥配置で1両あたり計3か所設置されている。表示内容も変化はないが、号車表示は223系の7セグメントディスプレイに代わりLED式となったため、数字表記の視認性向上が図られた。

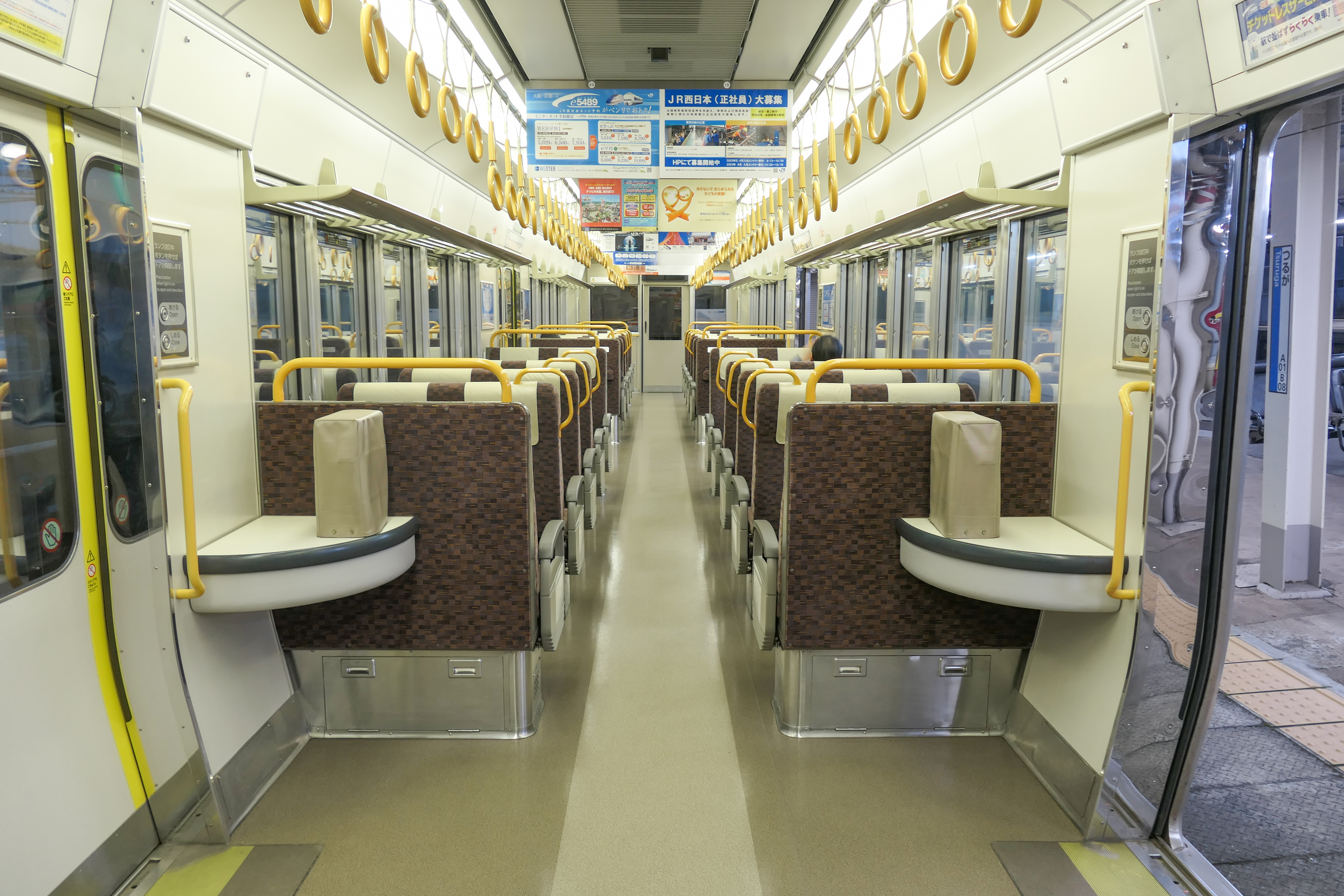
車内 （クモハ521-20）
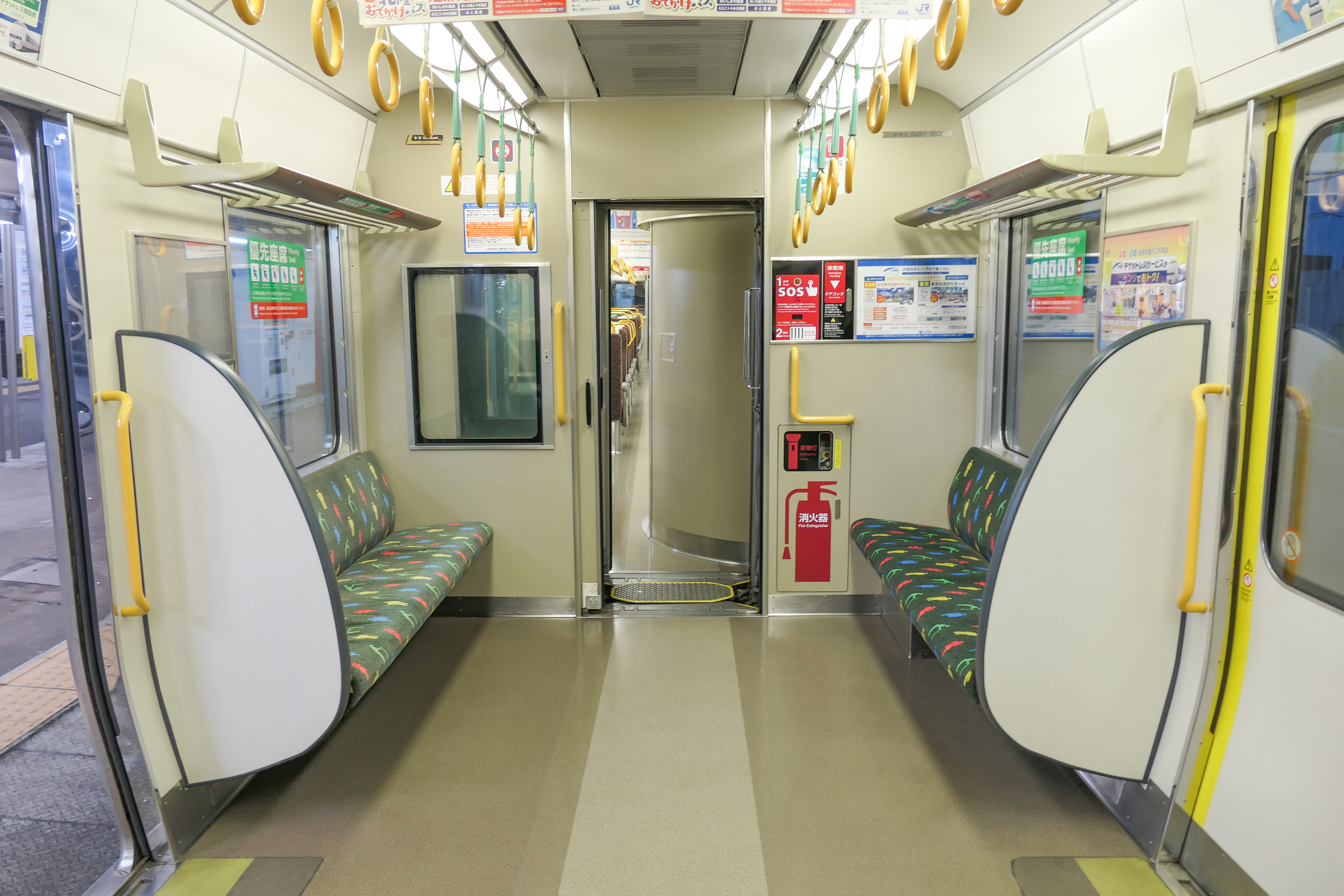
車端部の優先席 （クモハ521-20）
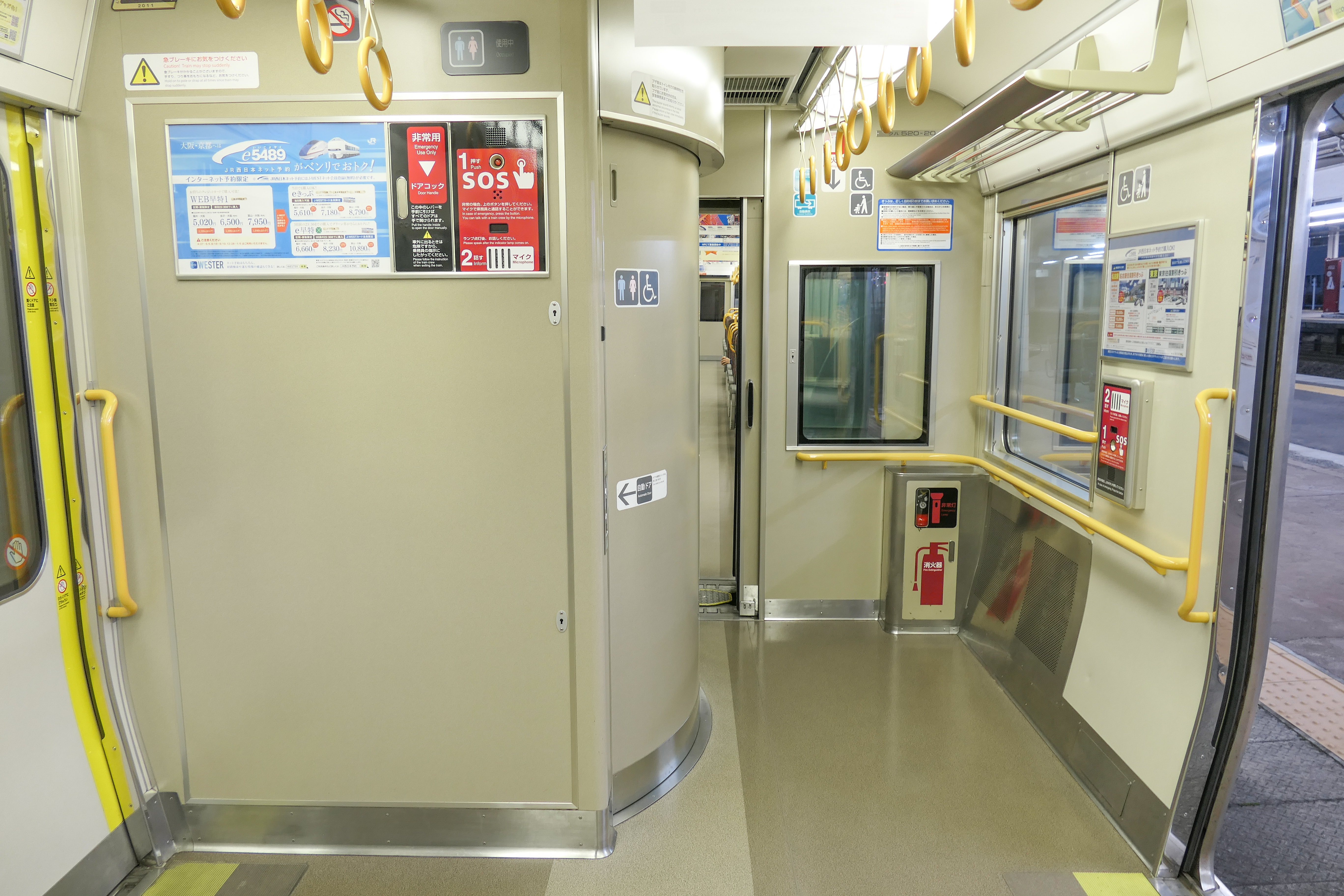
トイレと車椅子スペース （クハ520-20）
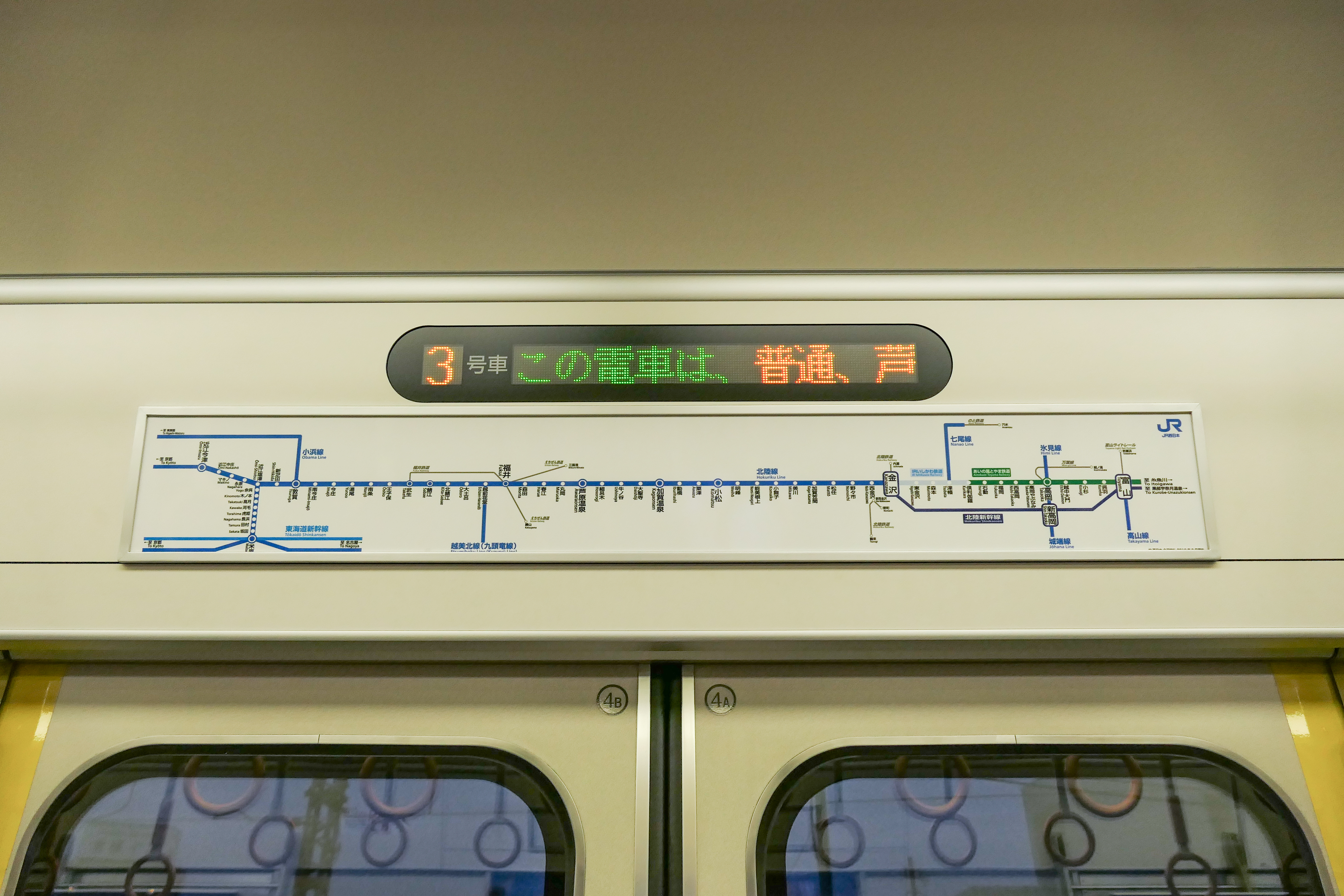
LED式の案内表示器 （クハ520-20）
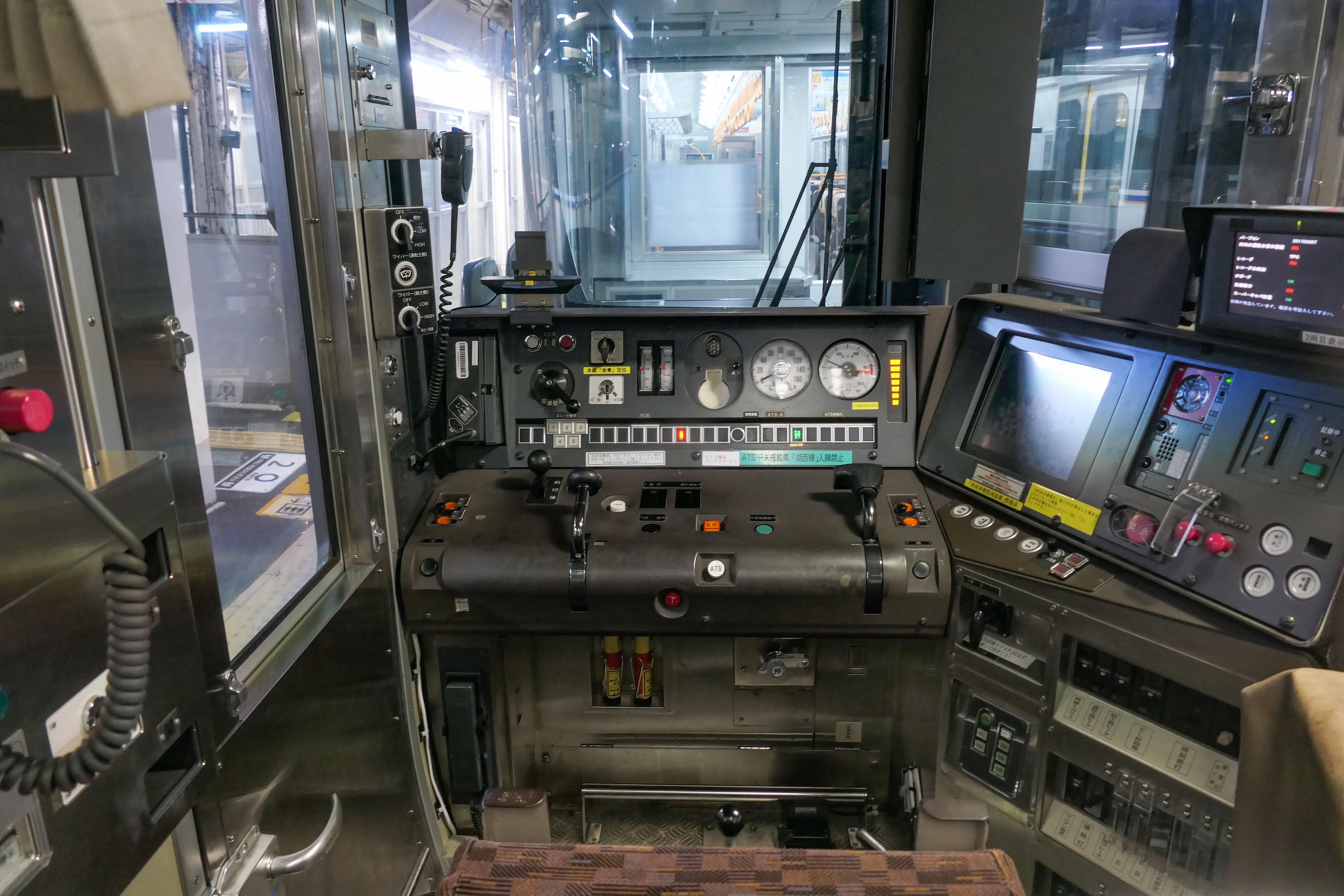
運転台 （クハ520-20）

### 主要機器
JR西日本の直流電車の電装品などを共用しつつ、交流区間でも使用できるよう、制御電動車は直流電車相当の機器のみを搭載し、制御付随車に集電装置・変圧器・整流器といった交直流対応装備が搭載されるというM-Tp（pはパンタグラフのp）ユニット構成となっている。これにより、電動車は直流電車と機器の共通化が容易となり、保守上も特高圧機器と高低圧機器の混在によるトラブル防止のメリットがある。
このため、電動車だけでなく、制御付随車にも変圧器をはじめ床下に多数の機器が配置され、高圧碍子で厳重に絶縁されたパンタグラフも同車に搭載されている。このシステムはJR西日本では特急形の681系・683系で採用されたが、近郊形電車としては本系列で初めて採用された。また、耐寒耐雪装備として各車の床下機器・台車には防雪カバーが取り付けられている。
Mc車には車両制御装置と空気圧縮機を、Tpc'車には主変圧器、主整流器、集電装置を搭載する。主変圧器 (WTM27) は走行風利用自冷式を採用し、1,200 kVAの容量を備える。
主整流器は、IGBT素子を使用した自冷式PWMコンバータ WPC12-G2 である。冗長性の観点からコンバータは2台並列接続とされ、故障発生時には片群を解放することで出力制限により運転を続行できる。
車両制御装置は東芝と三菱電機が製造する、IGBT素子を使用した3レベル電圧形PWMインバータ WPC11-G2 である。1基の装置中にインバータを5基（主回路部4基+補助電源部1基）搭載し、インバータ1基で1台の主電動機（かご形三相誘導電動機）を制御する1C1M制御方式を採用している。補助電源部が故障した際には主回路用インバータをCVCF制御することで補助電源のバックアップとしている。
空気圧縮機は、除湿装置と一体化した低騒音型スクリュー式 WMH3098-WRC1600 を搭載する。スクリュー式空気圧縮機は223系2000番台以降などでの採用実績がある。
集電装置は、着雪防止を考慮しシングルアーム式パンタグラフ WPS28D を採用する。機器配置は683系に極力合わせているが、パンタグラフ上下用空気碍管をパンタグラフ支持碍管と一体化することで部品点数削減と省スペース化を図っている。
主電動機は、WMT102C （1時間定格出力230 kW）を電動車両1両あたり4基搭載する。長寿命化の観点から絶縁種別をH種からClass200に向上させ、従来の WMT102B に比べて出力は向上しているが、構造的互換性は有している。
空調機器は、集約分散式の WAU708-G2 を1両あたり2基搭載する。1基当たりの冷凍能力は23.26 kW（20,000 kcal/h） である。WAU708（321系）をベースに、トンネルでの車内圧力変動防止の観点から外気取り入れ口にダンパーが追加されている。
警笛は、207系以降の新製電車と同様に空気式のタイフォン・ホイッスルのほか、補助警笛であるミュージックホーンの3種類の笛を装備している。タイフォンは排障器（スカート）内に、ホイッスルは屋根にカバーを取り付けて設置された。
台車は223系で実績のある軸梁式ボルスタレス台車であるが、床面高さ低減のために空気ばね高さを925 mm（223系比 15 mm 減）としたWDT59B（電動台車）・WTR243C（付随台車）を採用する。基礎ブレーキ装置は、WDT59B がユニット式踏面ブレーキ、WTR243C が1軸2枚のディスクブレーキ+ユニット式踏面ブレーキであるが、WTR243C には駐車ブレーキ準備工事が施されている。また将来の高速化に備え、軸ばねダンパーとアンチローリング装置の準備工事も施されている。
耐寒耐雪対応として軸ばね、空気ばね、ブレーキダイヤフラムなどに防雪カバーを取り付け、雪かきを強化型にしている。また、速度発電機は非接触タイプに変更された。保安装置はATS-SWを搭載しており、運転台寄り台車床下付近に車上子を搭載する。ATS-P については車上子搭載スペース（連結面寄り台車付。その後、1次車については2008年（平成20年）2月から6月にかけて ATS-P が本設置された。

## 形式
- クモハ521形（Mc）

糸魚川・七尾向きの制御電動車。前位に運転台を備え、車両制御装置、電動空気圧縮機などを搭載する。
- クハ520形（Tpc'）

米原向きの制御付随車。後位に運転台、2位寄りにトイレを備え、主変圧器、主整流装置、集電装置などを搭載する。
| ← 米原・近江今津糸魚川・七尾 →       | ← 米原・近江今津糸魚川・七尾 →    |
| ------------------------------------ | --------------------------------- |
| ＜ クハ520 -#0 -#100 -#1000 （Tpc'） | クモハ521 -#0 -#100 -#1000 （Mc） |

主電動機と歯車比は223系と同じであることから加速性能は223系と同等であるが、最高速度は120 km/hとされており、通常最高速度120 km/hの485系などが特例で130 km/h運転が認められていた北陸トンネルや湖西線内でも、本系列の最高速度は120 km/hである。
なお、223系との併結営業運転は不可能である。

## 番台区分

### 0番台
4社合わせて2両編成×58本が投入されており、すべて連番となっているが、投入時期により仕様が一部異なる。本項では製造時期ごとの仕様の差異を示す上で、便宜上「1次車」「2次車」「3次車」と称することとする。カッコ内は各車両の車番（すべて同番のクモハ521+クハ520で2両編成を組んでいる）を示す。

#### 1次車

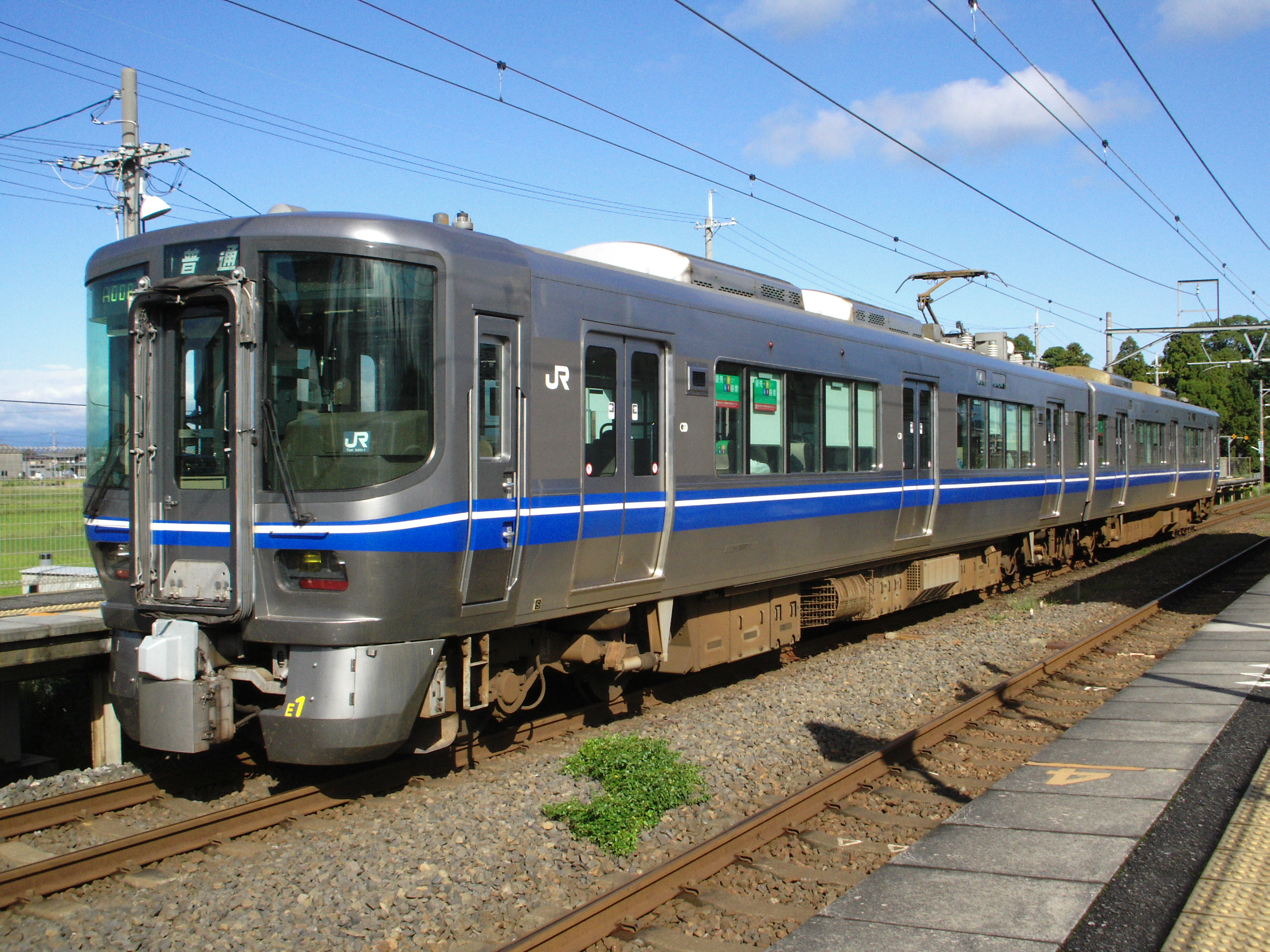
1次車
（2007年10月）
転落防止幌設置前の姿である。

北陸本線敦賀駅以南の直流化にともなって滋賀県と福井県が製造費用を負担して投入されたグループであり、2006年（平成18年）9月から10月にかけて4編成8両（E01 - E04編成）が川崎重工業で、1編成2両（E05編成）が近畿車輛で製造された。
E編成と称し、全車両が福井地域鉄道部敦賀運転派出に配置され、組織変更により敦賀地域鉄道部敦賀運転センター車両管理室の所属となった後、2017年（平成29年）3月4日に全車が金沢総合車両所へ転属となった。2020年（令和2年）3月14日付で再び金沢総合車両所敦賀支所に転属している。
2002年（平成14年）から製造されている125系と同様に費用を負担した両県内で優先的に運用されているが、2009年（平成21年）3月14日のダイヤ改正で小浜線にも運用範囲を拡大したため、京都府内にも入線した。

#### 2次車

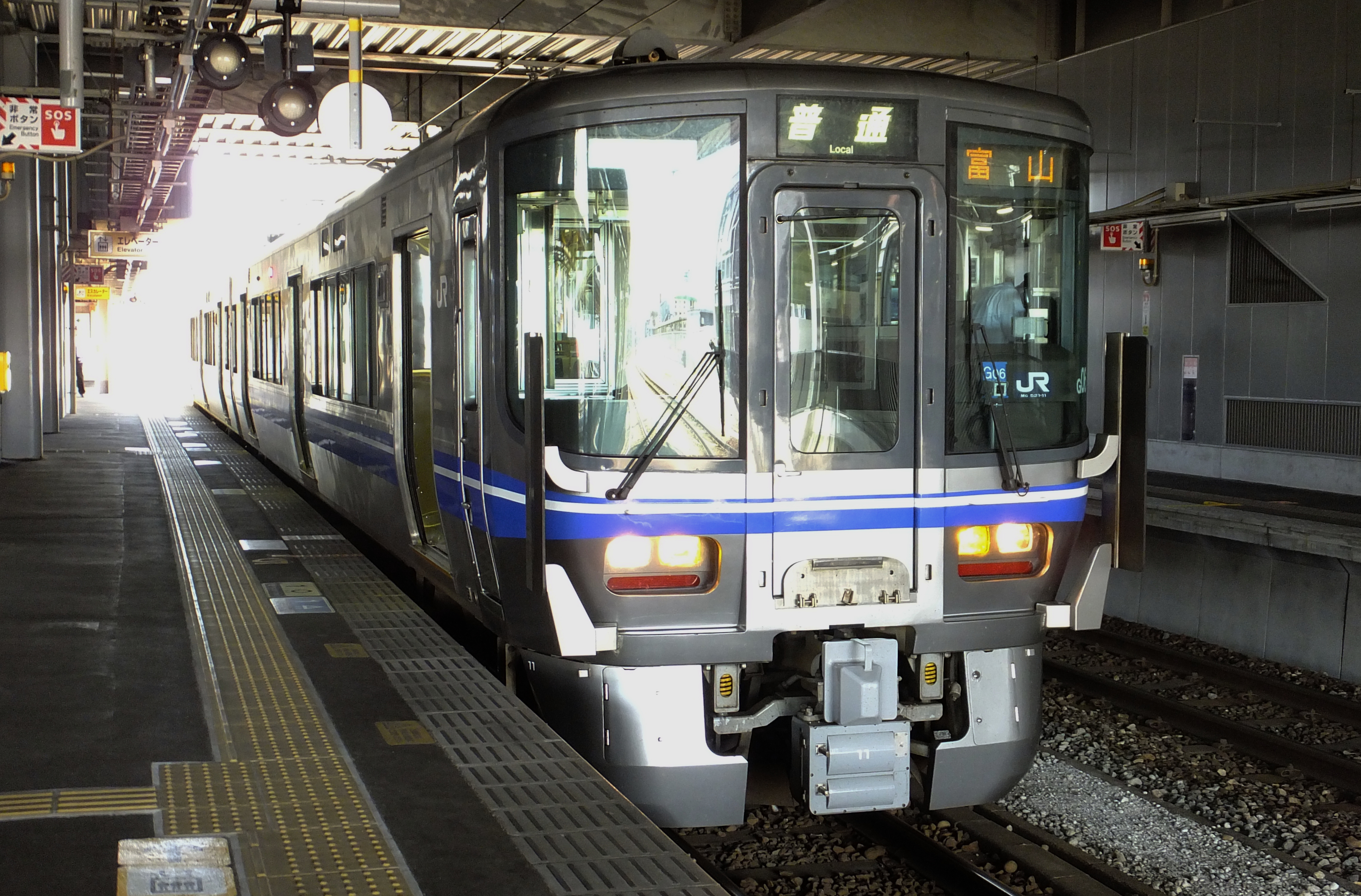
2次車
（2013年6月）

金沢地区の体質改善用にJR西日本が自社負担で新規投入したグループで、2009年（平成21年）10月から2010年（平成22年）3月にかけて10編成20両（G01 - G10編成）が近畿車輛で、2010年（平成22年）12月から2011年（平成23年）3月にかけて20編成40両（G11 - G15編成・M01 - M15編成）が川崎重工業で製造された。
G01 - G15編成が金沢総合車両所に配置され、M01 - M15編成が敦賀地域鉄道部敦賀運転センター車両管理室に配置されM編成と称されたが、M編成は2014年（平成26年）2月14日付けで金沢に転属し、これによって全編成がG編成となった。
このうち16編成があいの風とやま鉄道に、3編成がIRいしかわ鉄道に譲渡された。
1次車からの変更点として、外観は前面の渡り板の形状が変更された程度であるが、内装面については、2008年（平成20年）8月に鉄道総合技術研究所（鉄道総研）でシミュレータを用いて行われた手すりや吊り手に関するアンケートを元に改良され、吊り手は、とっさの時に強い力でしっかりと掴めるように形状と色を変更、手すりは端の角張った部分を曲線化、ロングシート袖の仕切りの大型化などが実施されている。
また、クハ520形にあるトイレ部スペースが拡大されトイレ出入口が半円状となり、扉上のLED式スクロール表示器における英語表示も駅名ローマ字だけが全角表示となるなど、細かい部分で仕様が変更されている。また、川重製造分は乗務員扉のノブの周りのくぼみがない。
|                  | 1次車 | 2次車    |
| ---------------- | ----- | -------- |
| 数               | 80個  | 108個    |
| 色               | 白    | オレンジ |
| グリップの内径   | 85 mm | 100 mm   |
| グリップの断面径 | 15 mm | 20 mm    |

#### 3次車

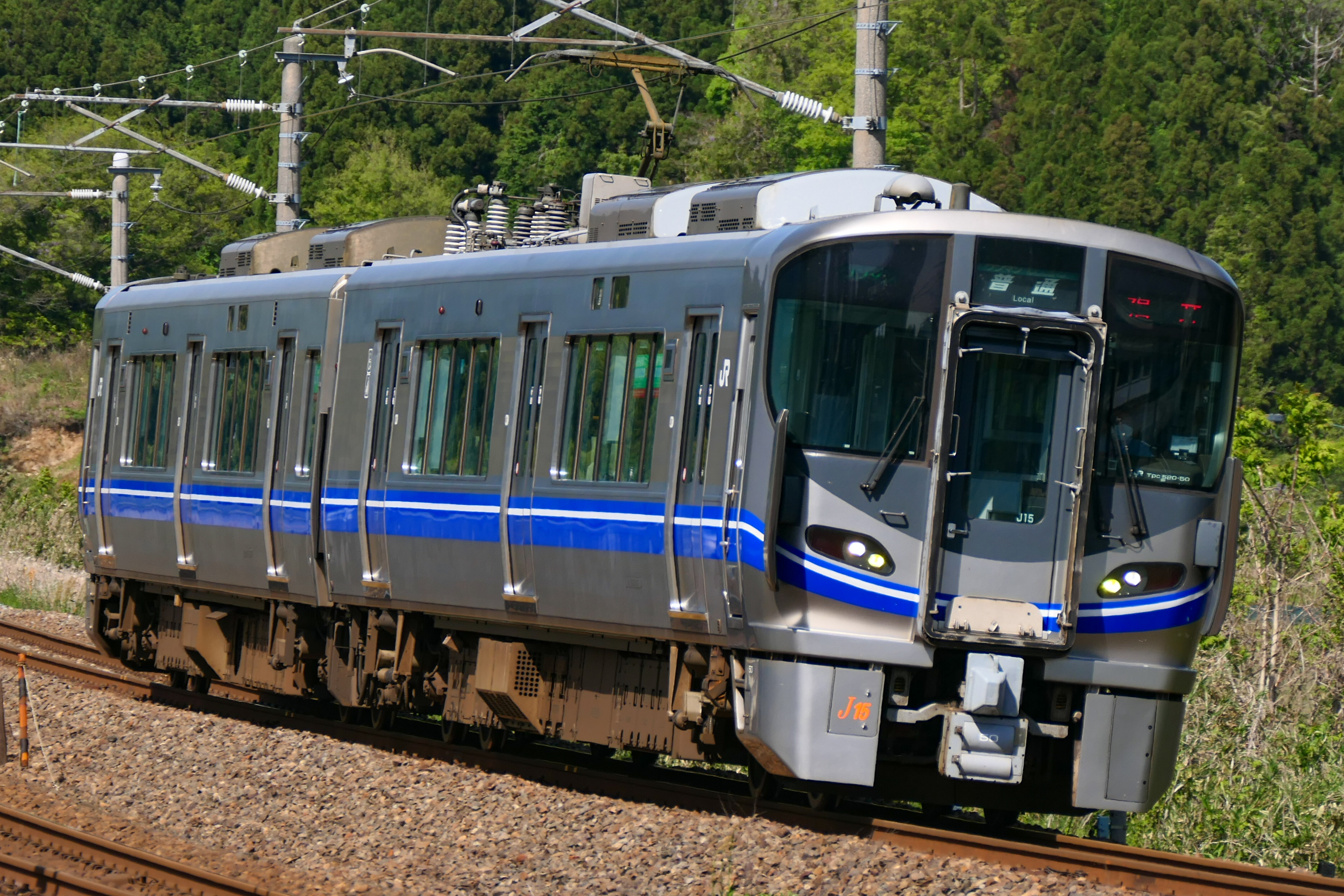
3次車
（2022年4月）

2次車同様、金沢地区の体質改善用に投入されたグループで、2013年（平成25年）11月から近畿車輛・川崎重工業車両カンパニー（→川崎車両）で製造された。21編成42両（J01 - J19編成) がJ編成として敦賀地域鉄道部敦賀運転センター車両管理室に配置されたが、北陸新幹線開業直前に製造されたJ20・J21編成は直後にIRいしかわ鉄道に譲渡された。2017年（平成29年）3月4日に全車が金沢総合車両所へ転属となった。
安全性能の向上を主眼に仕様が大きく変更されているが、車両システムや性能に1・2次車と違いがないことから車両番号は2次車の続番とされている。
最大の変化は前頭部のデザインで、225系と同様の衝撃吸収構造（クラッシャブルゾーン）を採用した運転台形状に、前照灯・フォグランプも225系同様のHID式に変更された。ただし前照灯・フォグランプがほぼ水平に並び、その上に尾灯を配置した225系0番台・5000番台等と異なり、前照灯・フォグランプを内側（貫通路側）に寄せて斜めに配置し、その外側に尾灯を配置したデザインが採用されている。このデザインは、以後登場した227系・225系100番台・5100番台・323系・DEC700形にも採用されている。
また、2010年（平成22年）12月にJR神戸線（山陽本線）舞子駅で乗客が先頭車同士の連結面から転落・死亡した事故を受け、先頭車間転落防止幌が設置されている。当初近畿車輛出場時は台座のみが装備されていたが、着脱の手間を省くことと、運転席からの視野確保や車体洗浄機への対応、騒音や着氷雪などの課題がクリアできたことから、常時設置されて運行されている。
その他の安全機構としては異常事態を加速度と共に検知し緊急停止や周囲の列車に緊急停止を伝えるTE装置を自動的に作動させる機能である「列車異常挙動検知システム」、そしてキハ120形気動車で使用しているドア誤扱い防止システムを搭載し、ホームがない箇所でのドア開扱いを防止する。
また、この3次車より幌枠のパッキン損傷を防ぐためピン・ピン受けを改良し、幌受けが追加された。先頭車間転落防止幌、ドア誤扱い防止システム、改良幌受けは、1次車や2次車にも取り付け工事が行われた。客室設備に大きな変化はなく、座席モケットは225系0番台に合わせた暖色系に、照明はLED式に変更されているが、従来通りの蛍光灯カバー付きとなっている。
2021年（令和3年）には6年ぶりとなる増備車のJ22・J23編成が出場した。いずれも川崎重工業製で、種別・行先表示がフルカラーLEDに変更されている。なお、種別・行先表示は一体型ではなく、207系・223系の体質改善車や下記の1000番台同様の分離型になっているほか、側窓の形状も従来通りで、照明も1000番台同様従来の天井構造のまま蛍光灯カバーを廃止して、反射材を使用した半間接照明とした。また、優先座席にはスタンションポールが設置されている事や、誘導鈴機能の追加等の僅かな変更点がある。

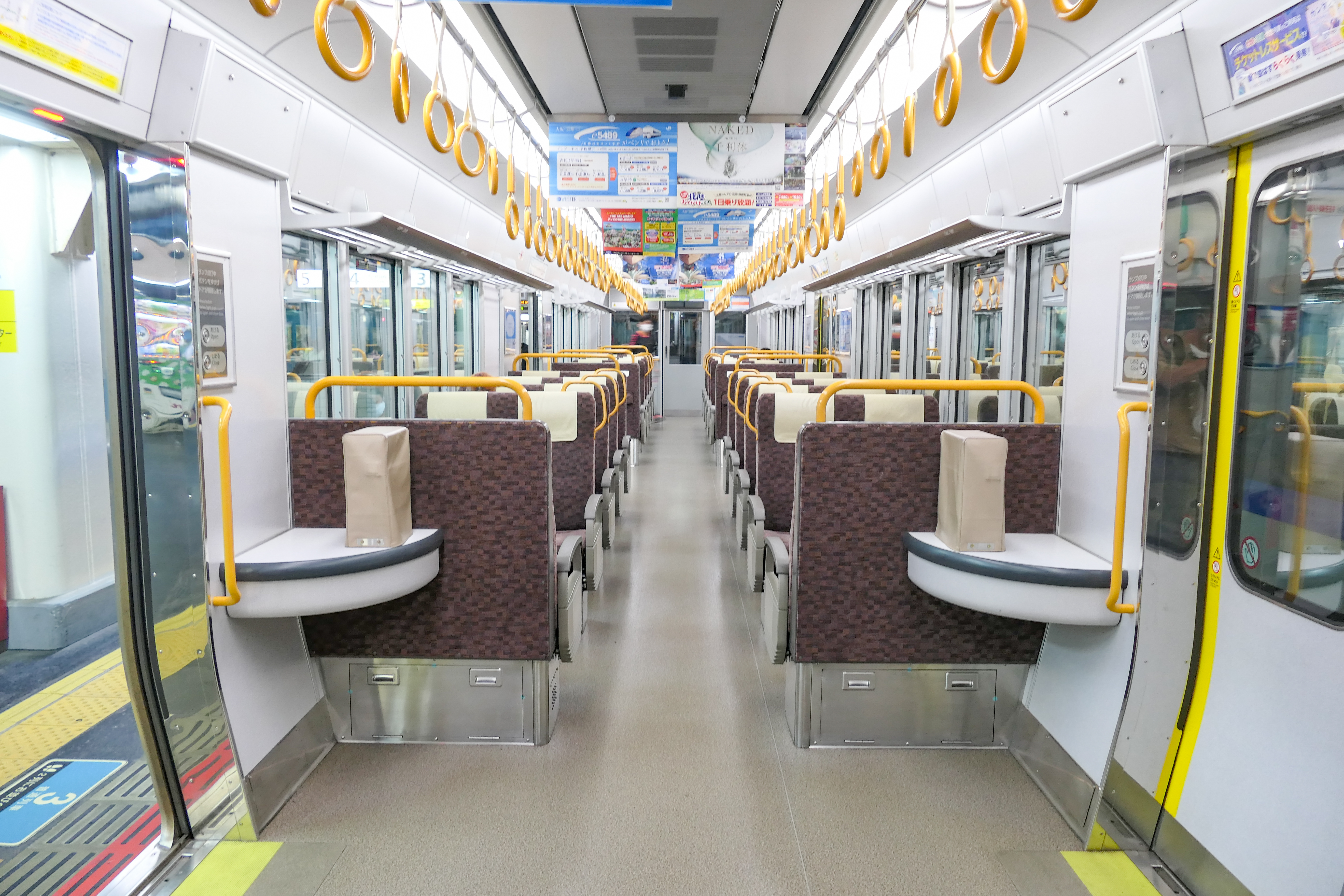
225系に準じた カラースキーム
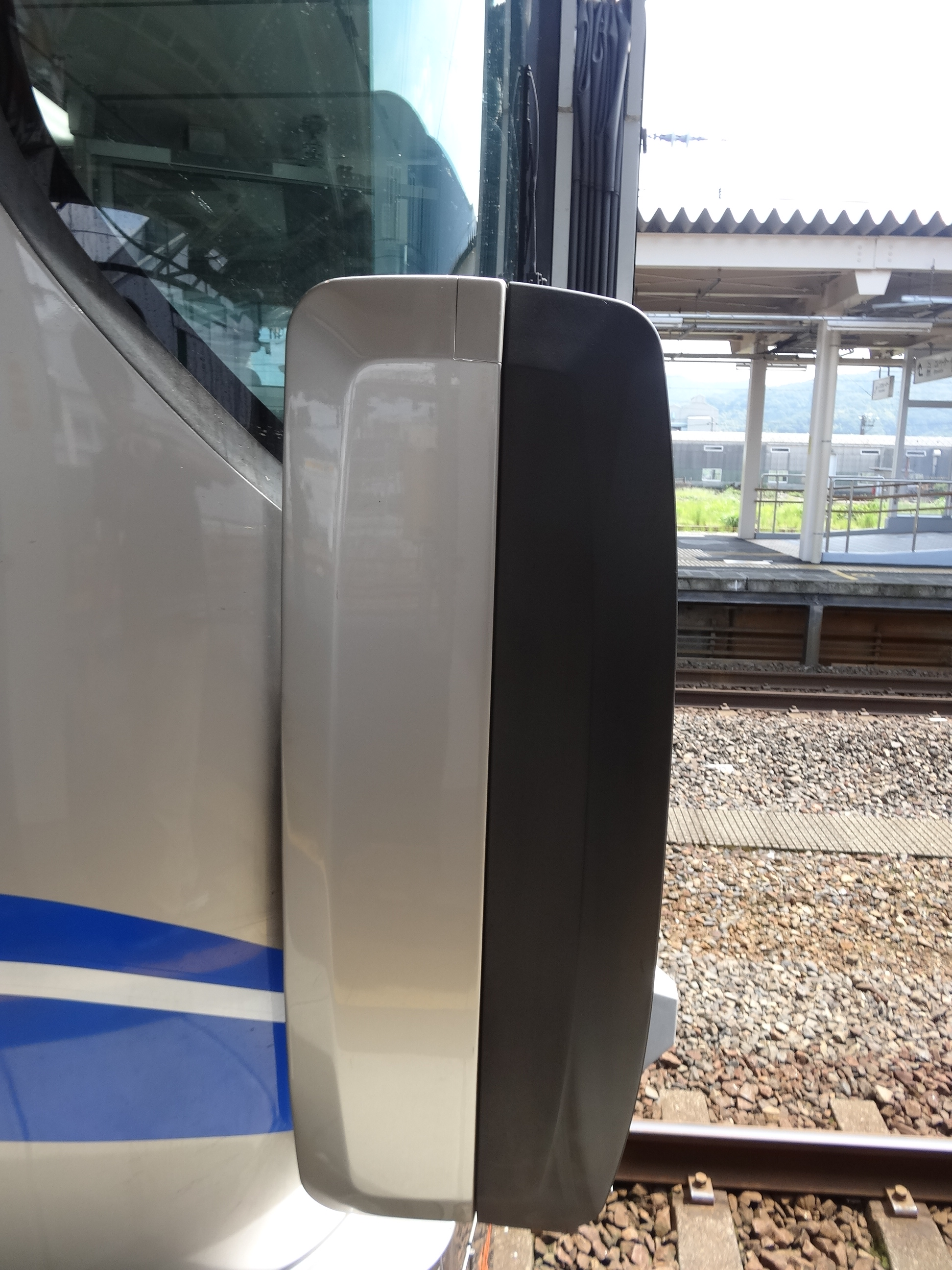
落成時から取り付けられている先頭車間転落防止幌

### 1000番台

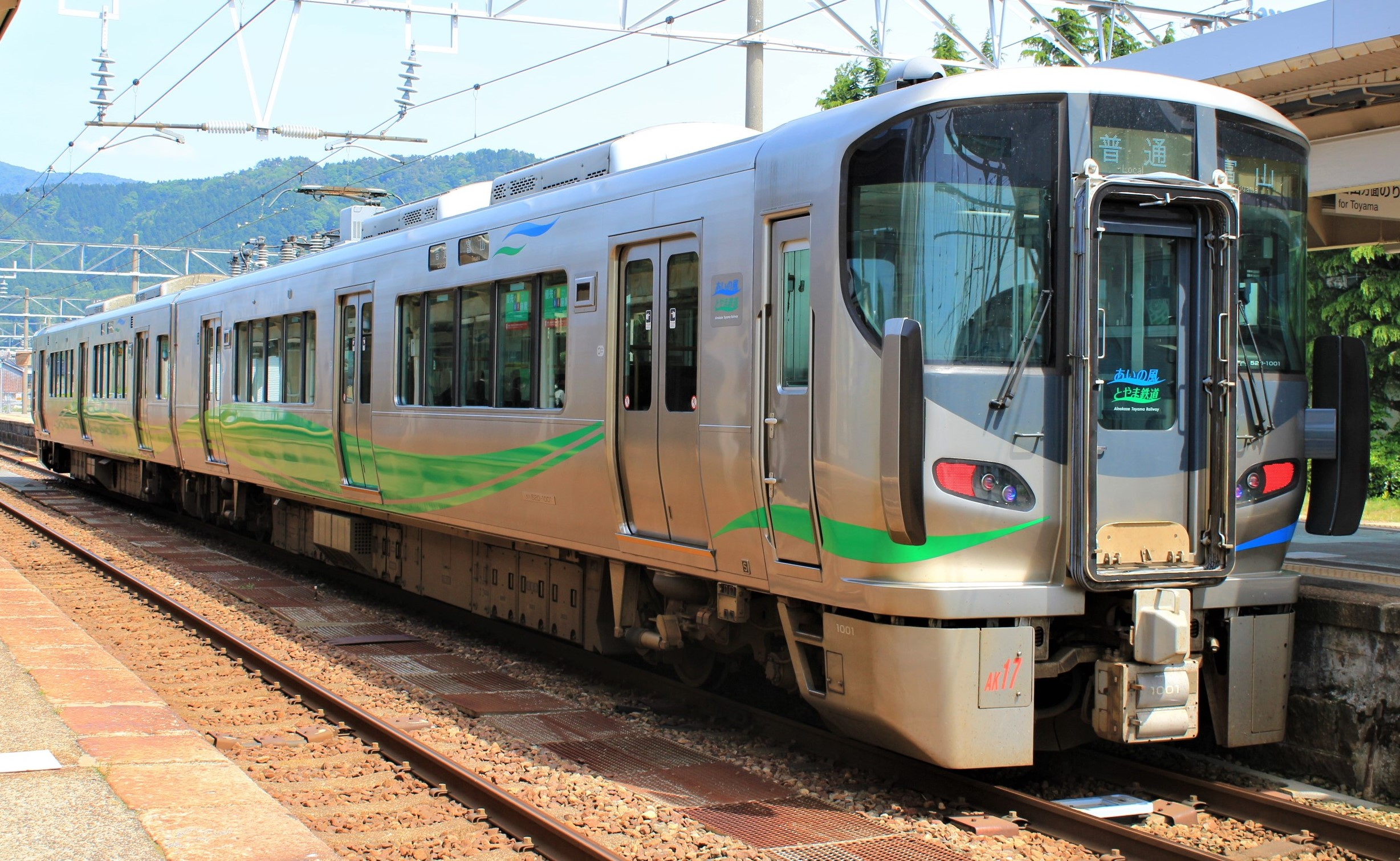
1000番台（2021年5月）

あいの風とやま鉄道が、開業時にJR西日本から譲渡された413系5編成の置き換え用として自社発注した番台である。2017年（平成29年）12月に1編成、2020年（令和2年）2月に1編成、2021年（令和3年）2月に1編成が川崎重工業から、2022年（令和4年）2月に1編成、2023年（令和5年）2月に2編成が川崎車両から納入された。編成番号は在来編成の続番である。
0番台3次車をベースに設計されているが、100番台での変更点が先行して一部取り入れられているため、過渡的な仕様となっている。
車体デザインや側窓の構造は0番台と同様としつつ、種別・行先表示はフルカラーLEDに（構造はJR向け3次車と同様）、車内の照明は後述の100番台と異なり従来の天井構造のまま半間接照明とするため、カバーを廃止して207系体質改善車に準じた形状の反射材を設けている。一方で100番台より後に製造された編成を含め前照灯・フォグランプは0番台3次車同様にHIDのままとなっている。
当初2022年（令和4年）度までに5編成10両が導入される計画となっていたが、2022年（令和4年）3月までに運行を開始した4編成に加えて、2022年（令和4年）度は計画を変更して2編成を導入したことから、最終的に6編成12両の区分となった。
利用者へのアピールを目的として、自社マスコットキャラクター「あいの助」のラッピングシールが1編成あたり3か所貼り付けられている。最終増備編成であるAK21・22編成は営業当初から、残りの4編成は2024年（令和6年）7月に順次貼り付けられた。

### 100番台
| 100番台（2021年3月）  |  | IRいしかわ鉄道所属の100番台  |
| 100番台 （2021年3月） |  | IRいしかわ鉄道所属の 100番台 |

JR西日本とIRいしかわ鉄道が、七尾線・IRいしかわ鉄道線で運用されている413系と415系800番台の置き換え用として導入した。
JR西日本では2020年（令和2年）10月3日から投入され、0番台3次車以降に登場した227系・323系で採用された新機構が多く採用されている。
主な3次車からの変更点は、前照灯・フォグランプのLED化、正面の種別表示・行先表示のフルカラーLED化、側面の種別表示器・行先表示器の一体化及びフルカラーLED化、優先座席にスタンションポールの設置、側引戸の戸挟み検知機能及び誘導鈴機能の追加、車椅子スペース部の通路幅拡大、車両間の妻引戸のアシストレバーの採用、車内案内表示器の増設（千鳥式3ヶ所→6ヶ所）が挙げられる。また、側扉間の窓形状や天井の構造も225系増備車・227系・323系と同様で、車内照明もLED直管照明に変更したほか、排障器の形状も227系とほぼ同一である。
主に七尾線で走行するため、側面帯も415系と同様に輪島塗の漆をイメージした茜色に変更している。各出入口付近には2021年（令和3年）3月13日から開始した七尾線のICOCAサービスに対応するため、車載式ICOCA改札機を設置している。
2019年（令和元年）12月24日には第1陣となるU01 - U03編成の6両が近畿車輌より出場し、金沢総合車両所に新製配置された。その後も2020年（令和2年）7月15日にはU04 - U06編成の6両、8月5日にはU07 - U09編成の6両、9月9日にはU10 - U12編成の6両がそれぞれ近畿車輌より出場している。2020年（令和2年）10月27日付でU13 - U15編成の6両が追加配置され、投入計画の2両編成×15本（30両）の配置が完了した。
また、2020年（令和2年）12月にIRいしかわ鉄道向けの新造車として3編成（6両）が出場した。JR西日本100番台の続番（116 - 118）で製造されており、編成番号は同社続番のIR06から割り振られている。車両構造やデザインは基本的に前述の七尾線用100番台に準じているが、ロゴの部分がJRマークではなくIRマークとなっている。

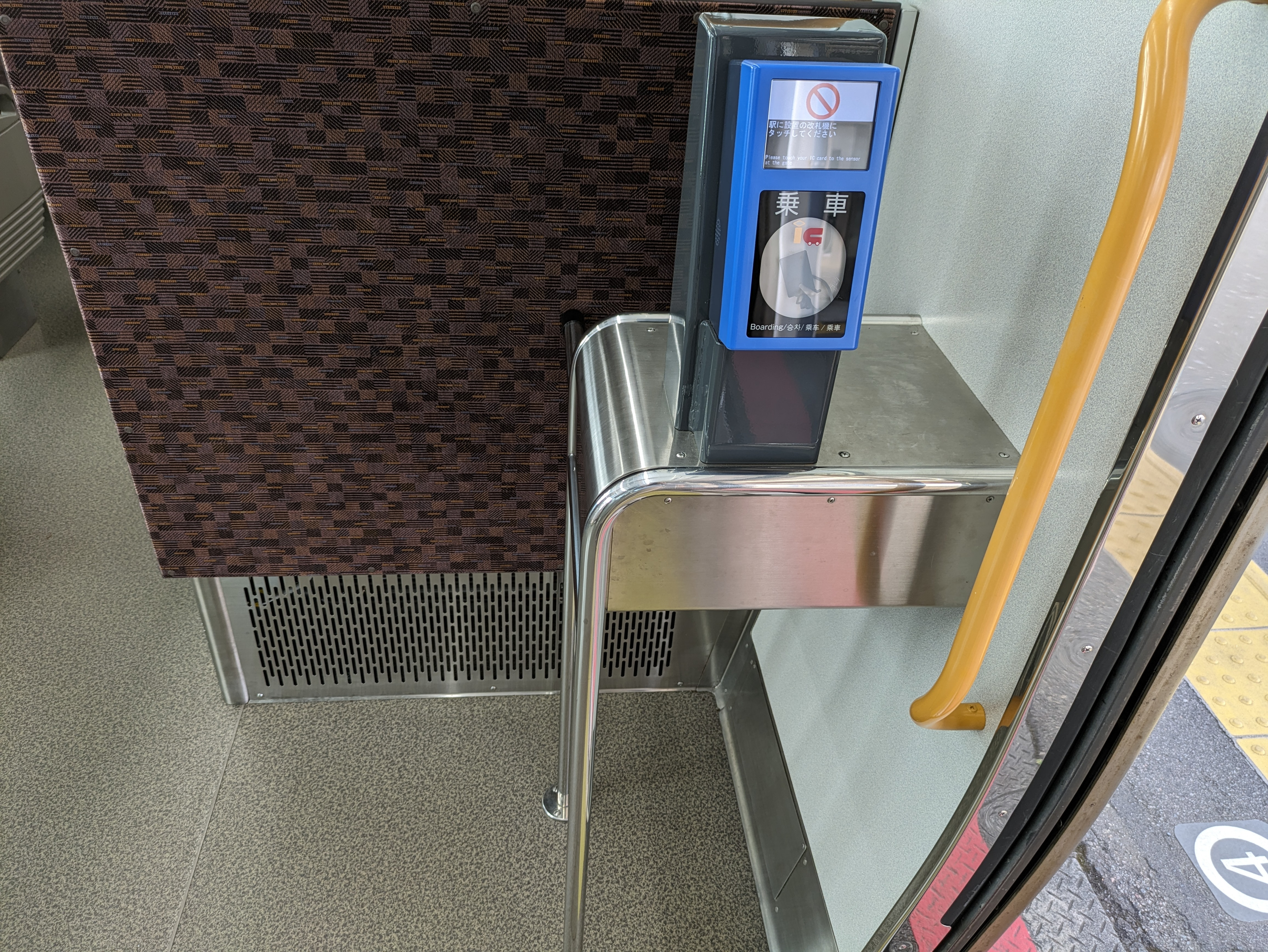
車載式ICOCA改札機（乗車用）
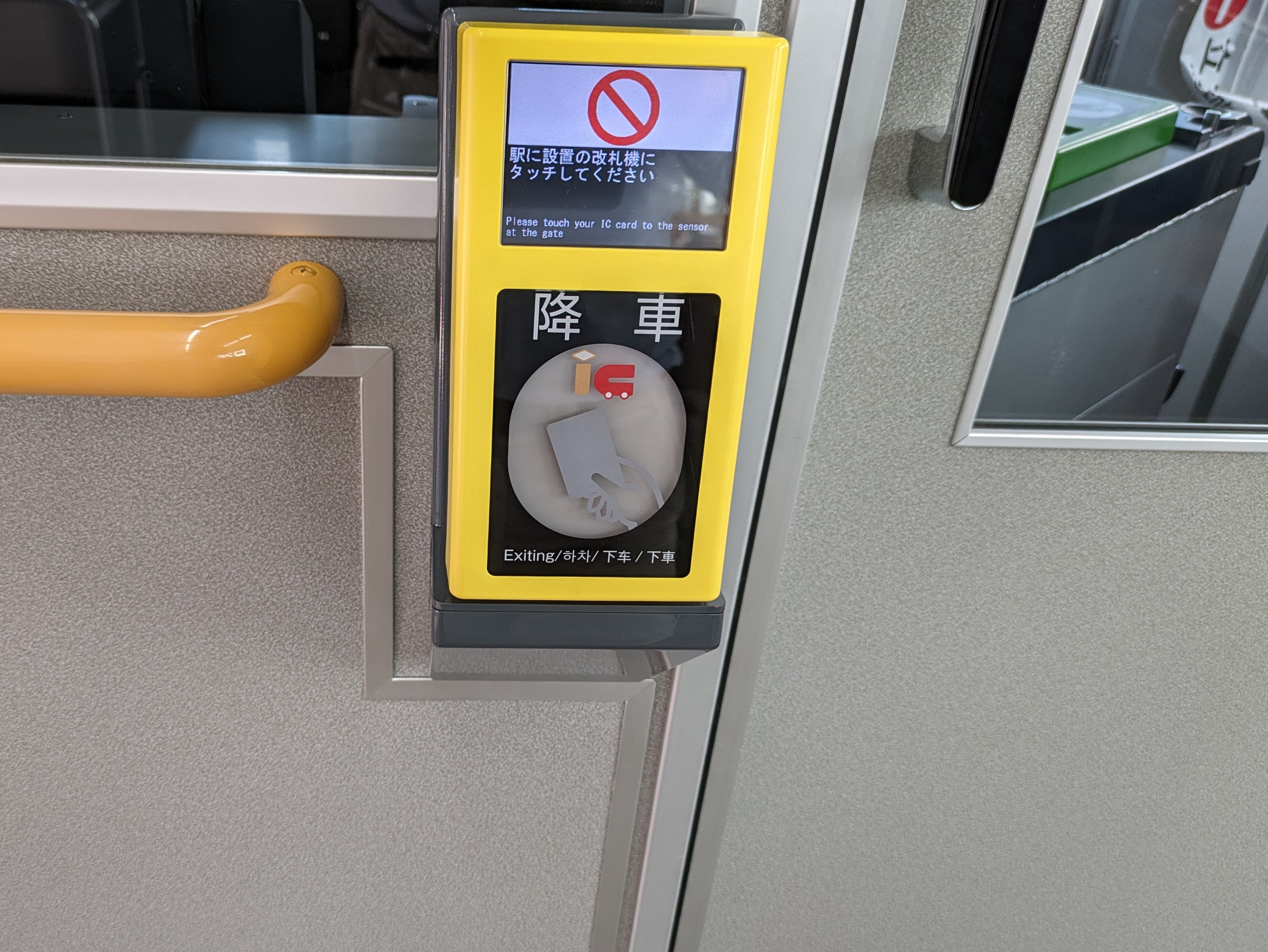
車載式ICOCA改札機（降車用）

## 譲渡
2015年（平成27年）3月14日の北陸新幹線開業によって北陸本線金沢駅 - 直江津駅間が経営分離されたのに伴い、本系列の一部の編成においてあいの風とやま鉄道とIRいしかわ鉄道への譲渡が行われている。
また、2024年（令和6年）3月16日の北陸新幹線金沢駅 - 敦賀駅間開業の際には、IRいしかわ鉄道に追加で16編成が、福井県内区間の並行在来線を担うハピラインふくいに16編成がそれぞれ譲渡された。
いずれも形式名はJR時代と同じ「521系」で、譲渡日（JR西日本としての廃車日）は全て開業日と同日付である。
なお先述の通り、あいの風とやま鉄道とIRいしかわ鉄道には自社で新製導入した車両も存在する。

### あいの風とやま鉄道

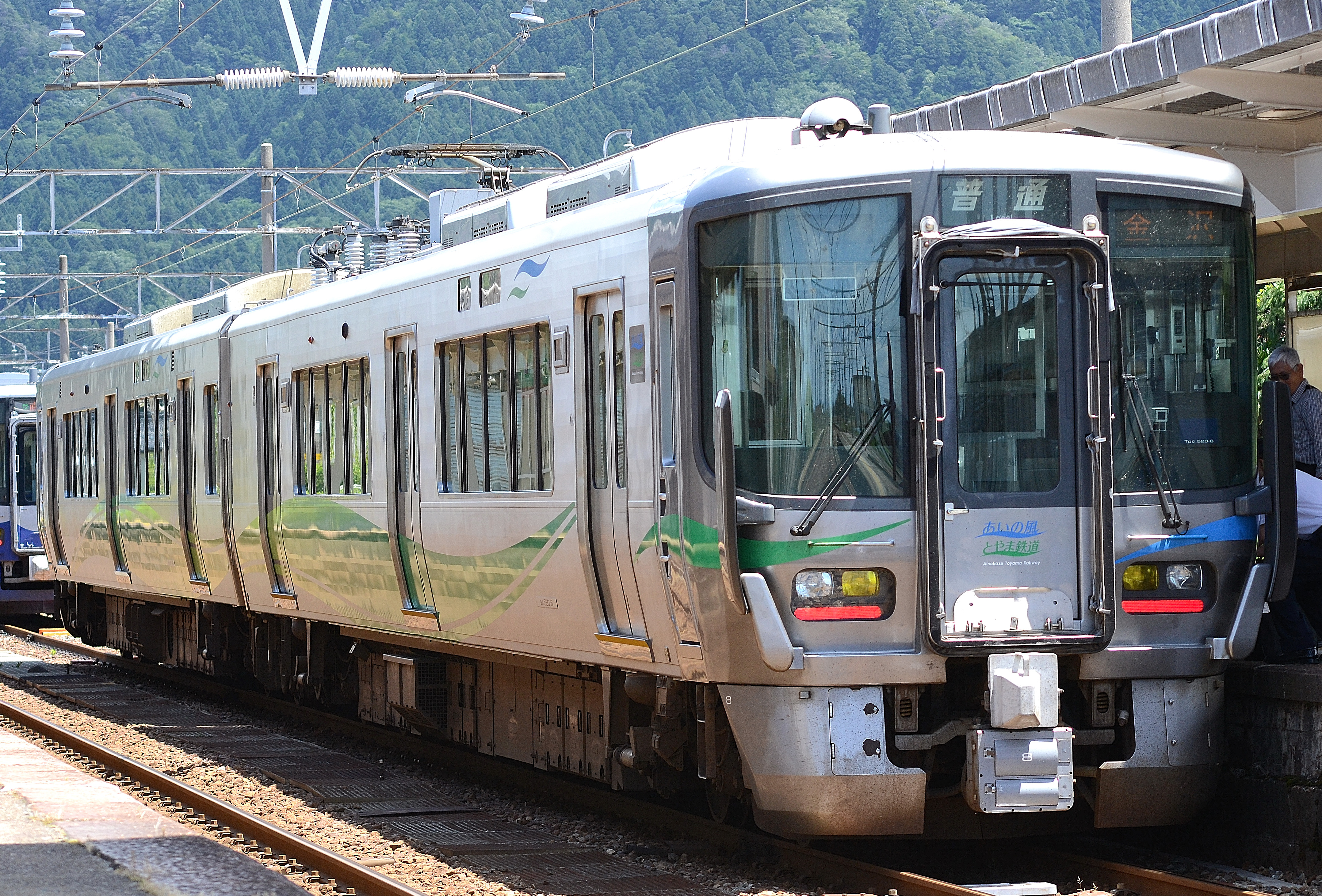
あいの風とやま鉄道譲渡車
（AK03（旧：G03）編成）

富山県内区間を転換したあいの風とやま鉄道には、JR西日本から 6 - 9・11 - 13・15 - 18・21・23・24・31・32の16編成32両が譲渡された。編成記号はAK。全て2次車で、3次車の譲渡はない。
車体には風をモチーフとした2色のラインが施され、車体の山側に富山湾の神秘さを表現した水色、車体の海側に富山県の豊かな自然を表現した緑色が塗られている。これによって、車外から側面と沿線風景を見た時、山側から見ると海と水色が、海側から見ると山と緑色が同時に見える様な組合せとなっている。
なお2025年（令和7年）3月以降は、413系置換え後の輸送力維持を目的として、521系全体で初となる中間車を新造し、3編成を3両編成化する計画となっている。

### IRいしかわ鉄道
| 2次車の譲渡車（IR03（旧：G25）編成）  |  | 3次車の譲渡車（IR05（旧：J21）編成）  |
| 2次車の譲渡車 （IR03（旧：G25）編成） |  | 3次車の譲渡車 （IR05（旧：J21）編成） |

石川県内区間を転換したIRいしかわ鉄道には、JR西日本から10・14・19・20・22・26・28・30・34・37・39 - 43・52 - 57 の計21編成42両が譲渡された。編成記号はIR。
このうち10・14・30・55・56の5編成10両は2015年（平成27年）、それ以外の16編成32両は2024年（令和6年）に譲渡されたものである。
3次車のうち55・56は2015年（平成27年）2月6日に落成し、一旦はJR西日本の車両（J20・J21編成）としてJRの塗色で製造されたが、譲渡前の営業運転実績はない。
車体前面部と側面に空色と青のカラーリングが施され、側面と転落防止幌には石川の伝統工芸を彩る5つの色（加賀五彩）がアクセントカラーとして配されている。
IR22編成は、2024年（令和6年）11月8日に踏切で自動車と衝突し、敦賀寄り先頭車のクハ520-53の排障器が破損したため、100番台の予備部品と思われる227系と同形状の排障器（編成・車両番号の表記は省略）に交換された。反対側のクモハ521‐53の排障器はそのままであり、前後で異なる排障器を装備する変則編成となっている。

### ハピラインふくい
| 2次車の譲渡車（HF05（旧：G30）編成）  |  | 3次車の譲渡車（HF15（旧：J16）編成）  |
| 2次車の譲渡車 （HF05（旧：G30）編成） |  | 3次車の譲渡車 （HF15（旧：J16）編成） |

福井県内区間を転換したハピラインふくいには、JR西日本から25・27・29・33・35・36・38・44 - 51・58の計16編成32両が譲渡された。編成記号はHF。
会社ロゴマークのピンクとグリーンを基調とし、裾部には帯として、その他の部分には花びらのような模様としてデザインされている。
2024年（令和6年）6月中旬にHF16編成が、同年6月下旬にHF10編成が特別カラーに変更されている。

## 車両配置と運用線区

### JR西日本
2024年（令和6年）4月1日現在、金沢車両区にU編成15本30両、同区敦賀支所にE編成5本10両が配置されている。2024年（令和6年）3月16日に金沢駅 - 敦賀駅間が第三セクターに転換されたことに伴い、16編成32両がIRいしかわ鉄道に、同じく16編成32両がハピラインふくいに譲渡され、JR西日本が所有する521系は20編成40両となった。
2024年（令和6年）3月16日現在の運用線区は以下の通り。
- E編成（0番台）
  - 北陸本線：米原駅 - 敦賀駅間（全線）
  - 湖西線：近江今津駅 - 近江塩津駅間
- U編成（100番台）
  - IRいしかわ鉄道線：金沢駅 - 津幡駅間
  - 七尾線：津幡駅 - 七尾駅間

E編成は湖西線走行に必要なATS-P保安装置を搭載していることや、福井・滋賀両県の公的支援をもとに製造されている関係で、沿線自治体に配慮するため敦賀駅以南でのみ運用される。また、ATS-P非搭載の521系（第三セクター鉄道会社保有分含む）が吹田総合車両所にて車両検査を受ける際には、敦賀駅以西の区間でE編成を前側に併結し回送運転を行っている。
2017年（平成29年）3月4日時点の運用線区は以下の通り。
- 北陸本線：米原駅 - 金沢駅間（全線）※J・G編成は敦賀駅以北のみ（敦賀駅以南への乗り入れは不可）
- 湖西線：近江今津駅 - 近江塩津駅間 ※E編成のみが入線（ATS-P導入路線のため、J・G編成は乗り入れを行わない）[注 8]

敦賀駅 - 福井駅間では2両編成（一部は4両編成）、福井駅 - 金沢駅間では4両編成（一部は2両編成）を基本に運行されている。以前は朝の福井発金沢行き（元の津幡行き）1本と松任駅 - 金沢駅間の系統では6両編成の列車も設定されていた。米原駅・近江今津駅 - 敦賀駅間の本系列による普通列車は全て2両編成で運転されている。2両編成は全ての区間でワンマン運転が実施されている。
導入された2006年（平成18年）から2009年（平成21年）度増備車が落成するまでの間は、北陸本線米原駅 - 福井駅間および湖西線近江今津駅 - 近江塩津駅間の普通列車で運用されていた。これにより、米原駅・近江今津駅 - 敦賀駅間で運用されていた419系などは、本系列や125系・223系に置き換えられた。
2009年（平成21年）3月14日からは小浜線でも運転を開始し、同線ではワンマン運転も開始された。これによりキハ48形が撤退して以来、17年半ぶりに3線共通運用車両が復活した。なお、小浜線での定期運用は1年後の2010年（平成22年）3月13日のダイヤ改正で消滅したが、その後も125系2両編成ワンマン運転の一部運用を車掌乗務で代走することがある。
2009年（平成21年）度の増備に伴い、北陸本線福井駅 - 金沢駅間でも営業運転を開始。2011年（平成23年）3月12日のダイヤ改正により、敦賀駅 - 金沢駅間の普通列車は、運転系統上福井駅まで乗り入れる越美北線を除き、原則として本系列のみで運用されるほか、同改正では朝の下りに福井発津幡行きが新設され、定期運用で初めて金沢駅から先に乗り入れる列車が設定された。
また、同年4月2日から4月7日まで東北地方太平洋沖地震（東日本大震災）の影響による車両部品（直流モーター用カーボンブラシ）の不足のために一時的な本数の削減や行先変更が実施された際は、本系列が臨時列車として平日のみ4両編成で金沢駅 - 津幡駅間を往復した実績がある。
毎年5月に開催される（2009年（平成21年）のみ秋に開催された）ウォーキングイベント「若狭・三方五湖ツーデーマーチ」の開催当日は、敦賀駅 - 小浜駅間で臨時列車が運転される。通常小浜線で運用される125系では車両が不足することから、2011年（平成23年）5月21日・22日には敦賀地域鉄道部金沢総合車両所敦賀支所車両管理室の車両が4両編成で「若狭・三方五湖ツーデーマーチ」2・3号に充当された。
2012年（平成24年）3月17日のダイヤ改正では津幡駅 - 富山駅間でも2両編成による営業運転を開始した。
2014年（平成26年）3月15日のダイヤ改正では、金沢駅 - 富山駅間での本系列による運転本数が大幅に増加。過半数が本系列による運用となり、金沢駅 - 富山駅間でも4両編成による運用が行われるようになった。これにより、朝の福井発津幡行きが金沢行きに変更となったため、ほとんどが金沢駅で系統分離されることになった。
2014年（平成26年）10月18日のダイヤ修正では富山駅 - 泊駅間で、同年12月20日より泊駅 - 糸魚川駅間でも営業運転を開始し、2015年（平成27年）3月の金沢駅以東の三セク転換まで運用された。また、このダイヤ修正で金沢駅 - 富山駅間の日中時間帯（10時 - 15時）の2両編成による普通列車（高岡駅折り返しの富山駅発着の普通列車を含む）において後乗り・前降り方式（この区間唯一の無人駅である倶利伽羅駅のみ対象）によるワンマン運転が開始され、2015年（平成27年）3月の金沢駅以東の三セク転換まで続いたが、IRいしかわ鉄道・あいの風とやま鉄道への経営移管後は金沢駅 - 石動駅間ではワンマン運転を実施しておらず、石動駅以東のワンマン運転時でも自由乗降方式へ変更された。
2017年（平成29年）3月4日のダイヤ改正で敦賀駅 - 福井駅 - 金沢駅間の昼間時間帯（10時 - 16時）の2両編成による普通列車（小松駅折り返しの金沢駅発着の普通列車を除く）において後乗り・前降り方式によるワンマン運転が開始された。無人駅と一部の簡易委託駅では乗車時に1両目の後扉（入口）付近で整理券を取り、降車時に整理券と現金または切符を運賃箱へ投入して車内精算する方式であった（2両目の扉は締切扱い）。ICOCAなどの交通系ICカードの場合はICカードを運転士に見せてから降車し、駅の改札口にタッチする方式を採用していた。
2019年（平成31年）3月16日のダイヤ改正で、ワンマン運転の区間が北陸本線米原駅 - 敦賀駅間と湖西線近江今津駅 - 近江塩津駅間にも拡大され、北陸本線米原駅 - 金沢駅間と湖西線近江今津駅 - 近江塩津駅間を運転する2両編成による普通・快速列車は全てワンマン運転が実施された。
この時にワンマン運転の方式を改め、あいの風とやま鉄道と同じく自由乗降方式となり、無人駅でもすべての扉が開くようになった（押しボタンによる半自動扱い）。乗車時に車内で整理券は発券されず、切符は駅の運賃箱に投入する従来の方式に戻った。
2017年（平成29年）3月4日に旧敦賀運転センター所属車が金沢総合車両所に全車転属したが、2020年（令和2年）3月14日付でE編成が旧敦賀運転センターに戻り、2023年（令和5年）3月18日付で2次車5本・3次車11本が敦賀支所に転属した。
2020年（令和2年）10月3日のダイヤ修正より、100番台のJR西日本車が七尾線内での営業運転を開始した。
2021年（令和3年）3月13日のダイヤ改正では福井駅 - 七尾駅間での6両編成の運用が無くなり、七尾線ではワンマン運転が開始された。後乗り・前降り方式は前述の通りだが、ICOCAなどは「車載型IC改札機」でタッチする方式を採用している。2023年（令和5年）8月1日からは、北陸本線と同様に自由乗降方式となった。
2023年（令和5年）4月1日時点において、金沢総合車両所に2両編成のG編成6本、J編成10本、100番台のU編成15本、計31編成62両が、金沢総合車両所敦賀支所にE編成5本、G編成5本、J編成11本、計21編成42両がそれぞれ配置されていた。

### 第三セクター各社
| 路線名             | ハピライン | ハピライン | ハピライン | ハピライン | ハピライン | ハピライン | IRいしかわ | IRいしかわ | IRいしかわ | IRいしかわ | IRいしかわ | IRいしかわ | IRいしかわ | IRいしかわ | IRいしかわ | あいの風とやま | あいの風とやま | あいの風とやま | あいの風とやま | あいの風とやま | あいの風とやま | 日本海 ひすいライン | 日本海 ひすいライン | 日本海 ひすいライン |
| 駅名 ＼ 所属会社   | 敦賀駅     | …          | 福井駅     | 福井駅     | …          | 大聖寺駅   | 大聖寺駅   | …          | 金沢駅     | 金沢駅     | …          | 津幡駅     | 津幡駅     | …          | 倶利伽羅駅 | 倶利伽羅駅     | …              | 富山駅         | 富山駅         | …              | 市振駅         | 市振駅              | …                   | 糸魚川駅            |
| ------------------ | ---------- | ---------- | ---------- | ---------- | ---------- | ---------- | ---------- | ---------- | ---------- | ---------- | ---------- | ---------- | ---------- | ---------- | ---------- | -------------- | -------------- | -------------- | -------------- | -------------- | -------------- | ------------------- | ------------------- | ------------------- |
| ハピラインふくい   |            |            |            |            |            |            |            |            |            |            |            |            |            |            |            |                |                |                |                |                |                |                     |                     |                     |
| IRいしかわ鉄道     |            |            |            | 0番台      | 0番台      | 0番台      | 0番台      | 0番台      | 0番台      | 0番台      | 0番台      | 0番台      | 0番台      | 0番台      | 0番台      | 0番台          | 0番台          | 0番台          |                |                |                |                     |                     |                     |
| IRいしかわ鉄道     |            |            |            |            |            |            |            |            |            | 100番台    | 100番台    | 100番台    | 100番台    | 七尾線→    | 七尾線→    | 七尾線→        | 七尾線→        | 七尾線→        | 七尾線→        | 七尾線→        | 七尾線→        | 七尾線→             | 七尾線→             | 七尾線→             |
| あいの風とやま鉄道 |            |            |            |            |            |            |            |            |            |            |            |            |            |            |            |                |                |                |                |                |                |                     |                     |                     |

## 編成表
2024年（令和6年）10月1日現在

### JR西日本
| ← 米原・近江今津・東舞鶴敦賀 → | ← 米原・近江今津・東舞鶴敦賀 → | ← 米原・近江今津・東舞鶴敦賀 → | ← 米原・近江今津・東舞鶴敦賀 → | ← 米原・近江今津・東舞鶴敦賀 → | ← 米原・近江今津・東舞鶴敦賀 → |
| ------------------------------ | ------------------------------ | ------------------------------ | ------------------------------ | ------------------------------ | ------------------------------ |
| 編成 番号                      | クハ 520                       | クモハ 521                     | 次車 区分                      | 落成日                         | 備考                           |
| E01                            | 1                              | 1                              | 1次車                          | 2006/09/28 （川重）            |                                |
| E02                            | 2                              | 2                              | 1次車                          | 2006/10/12 （川重）            |                                |
| E03                            | 3                              | 3                              | 1次車                          | 2006/10/12 （川重）            |                                |
| E04                            | 4                              | 4                              | 1次車                          | 2006/10/12 （川重）            |                                |
| E05                            | 5                              | 5                              | 1次車                          | 2006/10/24 （近車）            |                                |

| ← 金沢・津幡七尾 → | ← 金沢・津幡七尾 → | ← 金沢・津幡七尾 → | ← 金沢・津幡七尾 →  | ← 金沢・津幡七尾 → |
| ------------------ | ------------------ | ------------------ | ------------------- | ------------------ |
| 編成 番号          | クハ 520           | クモハ 521         | 落成日              | 備考               |
| U01                | 101                | 101                | 2019/12/25 （近車） |                    |
| U02                | 102                | 102                | 2019/12/25 （近車） |                    |
| U03                | 103                | 103                | 2019/12/25 （近車） |                    |
| U04                | 104                | 104                | 2020/07/16 （近車） |                    |
| U05                | 105                | 105                | 2020/07/16 （近車） |                    |
| U06                | 106                | 106                | 2020/07/16 （近車） |                    |
| U07                | 107                | 107                | 2020/08/06 （近車） |                    |
| U08                | 108                | 108                | 2020/08/06 （近車） |                    |
| U09                | 109                | 109                | 2020/08/06 （近車） |                    |
| U10                | 110                | 110                | 2020/09/10 （近車） |                    |
| U11                | 111                | 111                | 2020/09/10 （近車） |                    |
| U12                | 112                | 112                | 2020/09/10 （近車） |                    |
| U13                | 113                | 113                | 2020/10/27 （近車） |                    |
| U14                | 114                | 114                | 2020/10/27 （近車） |                    |
| U15                | 115                | 115                | 2020/10/27 （近車） |                    |

### あいの風とやま鉄道
| ← 金沢・倶利伽羅市振・糸魚川 → | ← 金沢・倶利伽羅市振・糸魚川 → | ← 金沢・倶利伽羅市振・糸魚川 → | ← 金沢・倶利伽羅市振・糸魚川 → | ← 金沢・倶利伽羅市振・糸魚川 → | ← 金沢・倶利伽羅市振・糸魚川 → | ← 金沢・倶利伽羅市振・糸魚川 → | ← 金沢・倶利伽羅市振・糸魚川 → |
| ------------------------------ | ------------------------------ | ------------------------------ | ------------------------------ | ------------------------------ | ------------------------------ | ------------------------------ | ------------------------------ |
| 編成 番号                      | クハ 520                       | クモハ 521                     | 次車 区分                      | 落成日                         | 譲受年                         | JR時代の 編成番号              | 備考                           |
| AK01                           | 6                              | 6                              | 2次車                          | 2009/10/27 （近車）            | 2015年                         | G01                            |                                |
| AK02                           | 7                              | 7                              | 2次車                          | 2009/10/27 （近車）            | 2015年                         | G02                            |                                |
| AK03                           | 8                              | 8                              | 2次車                          | 2009/12/22 （近車）            | 2015年                         | G03                            |                                |
| AK04                           | 9                              | 9                              | 2次車                          | 2009/12/22 （近車）            | 2015年                         | G04                            |                                |
| AK05                           | 11                             | 11                             | 2次車                          | 2010/02/15 （近車）            | 2015年                         | G06                            |                                |
| AK06                           | 12                             | 12                             | 2次車                          | 2010/02/15 （近車）            | 2015年                         | G07                            |                                |
| AK07                           | 13                             | 13                             | 2次車                          | 2010/03/02 （近車）            | 2015年                         | G08                            |                                |
| AK08                           | 15                             | 15                             | 2次車                          | 2010/03/02 （近車）            | 2015年                         | G10                            |                                |
| AK09                           | 16                             | 16                             | 2次車                          | 2010/12/18 （川重）            | 2015年                         | G11                            |                                |
| AK10                           | 17                             | 17                             | 2次車                          | 2010/12/18 （川重）            | 2015年                         | G12                            |                                |
| AK11                           | 18                             | 18                             | 2次車                          | 2010/12/18 （川重）            | 2015年                         | G13                            |                                |
| AK12                           | 21                             | 21                             | 2次車                          | 2011/01/12 （川重）            | 2015年                         | M01→G16                        |                                |
| AK13                           | 23                             | 23                             | 2次車                          | 2011/01/26 （川重）            | 2015年                         | M03→G18                        |                                |
| AK14                           | 24                             | 24                             | 2次車                          | 2011/01/26 （川重）            | 2015年                         | M04→G19                        |                                |
| AK15                           | 31                             | 31                             | 2次車                          | 2011/02/24 （川重）            | 2015年                         | M11→G26                        |                                |
| AK16                           | 32                             | 32                             | 2次車                          | 2011/02/24 （川重）            | 2015年                         | M12→G27                        |                                |

| ← 金沢・倶利伽羅市振・糸魚川 → | ← 金沢・倶利伽羅市振・糸魚川 → | ← 金沢・倶利伽羅市振・糸魚川 → | ← 金沢・倶利伽羅市振・糸魚川 → | ← 金沢・倶利伽羅市振・糸魚川 →    |
| ------------------------------ | ------------------------------ | ------------------------------ | ------------------------------ | --------------------------------- |
| 編成 番号                      | クハ 520                       | クモハ 521                     | 落成日                         | 備考                              |
| AK17                           | 1001                           | 1001                           | 2018/01/11 （川重）            | あいの助ラッピング （2024/07/29） |
| AK18                           | 1002                           | 1002                           | 2020/03/04 （川重）            | あいの助ラッピング （2024/07/30） |
| AK19                           | 1003                           | 1003                           | 2021/03/08 （川重）            | あいの助ラッピング （2024/07/29） |
| AK20                           | 1004                           | 1004                           | 2022/02/21 （川重）            | あいの助ラッピング （2024/07/30） |
| AK21                           | 1005                           | 1005                           | 2023/02/20 （川重）            | あいの助ラッピング （2023/04/03） |
| AK22                           | 1006                           | 1006                           | 2023/02/20 （川重）            | あいの助ラッピング （2023/04/03） |

### IRいしかわ鉄道
| ← 福井・大聖寺倶利伽羅・富山 → | ← 福井・大聖寺倶利伽羅・富山 → | ← 福井・大聖寺倶利伽羅・富山 → | ← 福井・大聖寺倶利伽羅・富山 → | ← 福井・大聖寺倶利伽羅・富山 → | ← 福井・大聖寺倶利伽羅・富山 → | ← 福井・大聖寺倶利伽羅・富山 → | ← 福井・大聖寺倶利伽羅・富山 → | ← 福井・大聖寺倶利伽羅・富山 → |
| ------------------------------ | ------------------------------ | ------------------------------ | ------------------------------ | ------------------------------ | ------------------------------ | ------------------------------ | ------------------------------ | ------------------------------ |
| 編成 番号                      | クハ 520                       | クモハ 521                     | 次車 区分                      | 落成日                         | 譲受年                         | JR時代の 編成番号              | 車体色                         | 備考                           |
| IR01                           | 10                             | 10                             | 2次車                          | 2009/12/22 （近車）            | 2015年                         | G05                            | 緑/草系                        |                                |
| IR02                           | 14                             | 14                             | 2次車                          | 2010/03/02 （近車）            | 2015年                         | G09                            | 紫/古代紫系                    |                                |
| IR03                           | 30                             | 30                             | 2次車                          | 2011/02/15 （川重）            | 2015年                         | M10→G25                        | 紺青/藍系                      |                                |
| IR04                           | 55                             | 55                             | 3次車                          | 2015/02/06 （近車）            | 2015年                         | J20                            | 黄/黄土（金）系                | 事実上の新造車                 |
| IR05                           | 56                             | 56                             | 3次車                          | 2015/02/06 （近車）            | 2015年                         | J21                            | 赤/臙脂系                      | 事実上の新造車                 |
| IR09                           | 19                             | 19                             | 2次車                          | 2011/01/12 （川重）            | 2024年                         | G14                            | 緑/草系                        |                                |
| IR10                           | 20                             | 20                             | 2次車                          | 2011/01/12 （川重）            | 2024年                         | G15                            | 緑/草系                        |                                |
| IR11                           | 22                             | 22                             | 2次車                          | 2011/01/26 （川重）            | 2024年                         | M02→G17                        | 緑/草系                        |                                |
| IR12                           | 26                             | 26                             | 2次車                          | 2011/02/04 （川重）            | 2024年                         | M06→G21                        | 紫/古代紫系                    |                                |
| IR13                           | 28                             | 28                             | 2次車                          | 2011/02/15 （川重）            | 2024年                         | M08→G23                        | 紫/古代紫系                    |                                |
| IR14                           | 34                             | 34                             | 2次車                          | 2011/03/08 （川重）            | 2024年                         | M14→G29                        | 紫/古代紫系                    |                                |
| IR15                           | 37                             | 37                             | 3次車                          | 2013/11/06 （近車）            | 2024年                         | J02                            | 紺青/藍系                      |                                |
| IR16                           | 39                             | 39                             | 3次車                          | 2013/12/11 （近車）            | 2024年                         | J04                            | 紺青/藍系                      |                                |
| IR17                           | 40                             | 40                             | 3次車                          | 2013/12/11 （近車）            | 2024年                         | J05                            | 紺青/藍系                      |                                |
| IR18                           | 41                             | 41                             | 3次車                          | 2013/12/11 （近車）            | 2024年                         | J06                            | 赤/臙脂系                      |                                |
| IR19                           | 42                             | 42                             | 3次車                          | 2014/01/22 （近車）            | 2024年                         | J07                            | 赤/臙脂系                      |                                |
| IR20                           | 43                             | 43                             | 3次車                          | 2014/01/22 （近車）            | 2024年                         | J08                            | 赤/臙脂系                      |                                |
| IR21                           | 52                             | 52                             | 3次車                          | 2014/02/21 （川重）            | 2024年                         | J17                            | 黄/黄土（金）系                |                                |
| IR22                           | 53                             | 53                             | 3次車                          | 2014/02/21 （川重）            | 2024年                         | J18                            | 黄/黄土（金）系                | クハ520は異なる排障器を搭載    |
| IR23                           | 54                             | 54                             | 3次車                          | 2014/02/21 （川重）            | 2024年                         | J19                            | 黄/黄土（金）系                |                                |
| IR24                           | 57                             | 57                             | 4次車                          | 2021/04/01 （川重）            | 2024年                         | J22                            | 黄/黄土（金）系                |                                |

| ← 金沢津幡・七尾 → | ← 金沢津幡・七尾 → | ← 金沢津幡・七尾 → | ← 金沢津幡・七尾 →  | ← 金沢津幡・七尾 → |
| ------------------ | ------------------ | ------------------ | ------------------- | ------------------ |
| 編成 番号          | クハ 520           | クモハ 521         | 落成日              | 備考               |
| IR06               | 116                | 116                | 2020/12/03 （近車） |                    |
| IR07               | 117                | 117                | 2020/12/03 （近車） |                    |
| IR08               | 118                | 118                | 2020/12/03 （近車） |                    |

### ハピラインふくい
| ← 敦賀大聖寺・金沢 → | ← 敦賀大聖寺・金沢 → | ← 敦賀大聖寺・金沢 → | ← 敦賀大聖寺・金沢 → | ← 敦賀大聖寺・金沢 → | ← 敦賀大聖寺・金沢 → | ← 敦賀大聖寺・金沢 → | ← 敦賀大聖寺・金沢 → |
| -------------------- | -------------------- | -------------------- | -------------------- | -------------------- | -------------------- | -------------------- | -------------------- |
| 編成 番号            | クハ 520             | クモハ 521           | 次車 区分            | 落成日               | 譲受年               | JR時代の 編成番号    | 備考                 |
| HF01                 | 25                   | 25                   | 2次車                | 2011/02/04 （川重）  | 2024年               | M05→G20              |                      |
| HF02                 | 27                   | 27                   | 2次車                | 2011/02/04 （川重）  | 2024年               | M07→G22              |                      |
| HF03                 | 29                   | 29                   | 2次車                | 2011/02/15 （川重）  | 2024年               | M09→G24              |                      |
| HF04                 | 33                   | 33                   | 2次車                | 2011/02/24 （川重）  | 2024年               | M13→G28              |                      |
| HF05                 | 35                   | 35                   | 2次車                | 2011/03/08 （川重）  | 2024年               | M15→G30              |                      |
| HF06                 | 36                   | 36                   | 3次車                | 2013/11/06 （近車）  | 2024年               | J01                  |                      |
| HF07                 | 38                   | 38                   | 3次車                | 2013/11/06 （近車）  | 2024年               | J03                  |                      |
| HF08                 | 44                   | 44                   | 3次車                | 2014/01/08 （近車）  | 2024年               | J09                  |                      |
| HF09                 | 45                   | 45                   | 3次車                | 2014/01/08 （近車）  | 2024年               | J10                  |                      |
| HF10                 | 46                   | 46                   | 3次車                | 2014/01/08 （近車）  | 2024年               | J11                  | 特別塗装             |
| HF11                 | 47                   | 47                   | 3次車                | 2014/01/27 （川重）  | 2024年               | J12                  |                      |
| HF12                 | 48                   | 48                   | 3次車                | 2014/01/27 （川重）  | 2024年               | J13                  |                      |
| HF13                 | 49                   | 49                   | 3次車                | 2014/03/04 （近車）  | 2024年               | J14                  |                      |
| HF14                 | 50                   | 50                   | 3次車                | 2014/03/04 （近車）  | 2024年               | J15                  |                      |
| HF15                 | 51                   | 51                   | 3次車                | 2014/03/04 （近車）  | 2024年               | J16                  |                      |
| HF16                 | 58                   | 58                   | 4次車                | 2021/04/01 （川重）  | 2024年               | J23                  | 特別塗装             |